# Triyatno
Triyatno (ur. 20 grudnia 1987 w Metro) – indonezyjski sztangista, dwukrotny medalista olimpijski i dwukrotny medalista mistrzostw świata.

## Kariera
Pierwszy sukces w karierze osiągnął w 2006 roku, kiedy na mistrzostwach świata juniorów w Hangzhou zdobył brązowy medal w wadze piórkowej (do 62 kg). Na rozgrywanych dwa lata później igrzyskach olimpijskich w Pekinie ponownie zajął trzecie miejsce w tej samej kategorii. W zawodach tych wyprzedzili go jedynie Chińczyk Zhang Xiangxiang oraz Kolumbijczyk Diego Salazar. Od 2009 roku startuje w wadze lekkiej (do 69 kg). Jeszcze w tym samym roku zdobył brązowy medal mistrzostw świata w Goyang, przegrywając tylko z Chińczykiem Liao Hui i Arakelem Mirzojanem z Armenii. Brązowy medal przywiózł także z mistrzostw świata w Antalyi w 2010 roku, tym razem plasując się za Turkiem Mete Binayem i Rosjaninem Armenem Ghazarjanem. Ponadto na igrzyskach olimpijskich w Londynie zdobył srebrny medal. Rozdzielił tam na podium Chińczyka Lin Qingfenga i Răzvana Martina z Rumunii. Startował także na igrzyskach olimpijskich w Rio de Janeiro, gdzie rywalizację w wadze lekkiej ukończył na dziewiątej pozycji. W 2010 roku wywalczył brązowy medal na igrzyskach azjatyckich w Kantonie. W latach 2014–2016 startował w wadze średniej (do 77 kg).

## Osiągnięcia
| Rok  | Zawody               | Miasto  | Miejsce | Kategoria | Wynik  |
| ---- | -------------------- | ------- | ------- | --------- | ------ |
| 2008 | Igrzyska olimpijskie | Pekin   | 3       | do 62 kg  | 298 kg |
| 2009 | Mistrzostwa świata   | Koyang  | 3       | do 69 kg  | 330 kg |
| 2010 | Mistrzostwa świata   | Antalya | 3       | do 69 kg  | 324 kg |
| 2012 | Igrzyska olimpijskie | Londyn  | 2       | do 69 kg  | 333 kg |